# Sociologija kulture
Sociologija kulture i s njom povezana kulturna sociologija bave se sustavnom analizom kulture, obično shvaćene kao ukupnosti simboličnih znakova koje koristi član društva, kako se očituju u društvu. Za Georga Simmela kultura se odnosila na "kultivaciju pojedinaca posredstvom vanjskih formi koje su utjelovljene tijekom povijesti". Kultura se u polju sociologije analizira kao načini razmišljanja i opisivanja, radnji i fizičkih predmeta koji zajedno oblikuju način života skupine ljudi.
Pristup kulturi suvremenih sociologa često se dijeli na "sociologiju kulture" i "kulturnu sociologiju" —  iako su pojmovi slični, ne mogu se koristiti jedan umjesto drugoga. Sociologija kulture stariji je koncept te neke teme i predmete smatra više odnosno manje "kulturnima" od drugih. Naspram tome, Jeffrey C. Alexander uveo je termin kulturna sociologija, pristup koji sve, ili većinu, društvenih fenomena vidi kao nerazdvojive od kulture na nekoj razini. Na primjer, glavni zagovornik " jakog programa " u kulturnoj sociologiji, Alexander tvrdi: "Vjerovati u mogućnost kulturne sociologije znači prihvatiti ideju da svaki postupak, bez obzira koliko utjecajan, nehotičan ili prisilan u usporedbi sa svojim vanjskim okruženjem, u određenoj je mjeri ugrađen u raspon osjećaja i značenja ." U smislu analize, sociologija kulture nerijetko pokušava objasniti neke diskretne kulturne pojave kao produkt društvenih procesa, dok kulturna sociologija smatra kulturu sastavnicom objašnjenja društvenih fenomena. Za razliku od područja kulturalnih studija, kulturna sociologija ne svodi sva ljudska pitanja na problem kulturnog kodiranja i dekodiranja. Na primjer, kulturna sociologija Pierrea Bourdieua ima "jasno priznanje društvenog i ekonomskog kao kategorija koje su međusobno povezane s kulturnim, ali se ne mogu svesti na njega."

## Razvoj
Kulturna sociologija prvi put se javlja u Weimaru u Njemačkoj, gdje su sociolozi poput Alfreda Webera koristili izraz Kultursoziologie (kulturna sociologija). Kulturalna sociologija je zatim "ponovno izumljena" u engleskom govornom području kao produkt " kulturnog zaokreta " 1960-ih, koji je uveo strukturalističke i postmoderne pristupe društvenim znanostima. Ovaj tip kulturne sociologije može se djelomično smatrati pristupom koji uključuje kulturnu analizu i kritičku teoriju . Na početku kulturnog zaokreta sociolozi su bili skloni korištenju kvalitativnih metoda i hermeneutičkih pristupa istraživanju, te im je fokus bio na značenjima, riječima, artefaktima i simbolima. "Kultura" je od tada postala važan koncept u mnogim granama sociologije, uključujući povijesno kvantitativna i potpodručja temeljena na modelima, kao što su društvena stratifikacija i analiza društvenih mreža .

### Rani istraživači
Sociologija kulture nastala je spojem sociologije, onakve kakvu su je oblikovali rani teoretičari poput Marxa, Durkheima i Webera, i antropologije čiji su istraživači bili pioniri u etnografskim strategijama za opisivanje i analiziranje raznih kultura diljem svijeta. Nasljeđe ranog razvoja polja još uvijek se dijelomično osjeća u metodama (većina kulturno socioloških istraživanja je kvalitativno), u teorijama (različiti kritički pristupi sociologiji središnji su za sadašnje istraživačke zajednice) i sadržajnom fokusu polja. Na primjer, odnosi između popularne kulture, političke kontrole i društvene klase bili su rana i dugotrajna pitanja na ovom području.

#### Karl Marx
Kao glavni prinositelj teoriji sukoba, Marx je tvrdio da kultura služi za opravdavanje nejednakosti. Vladajuća klasa (buržoazija) proizvodi kulturu koja pridonosi njihovim interesima, a istovremeno potiskuje interese proletarijata . Njegova najpoznatija izreka u tom smislu   kaže da je "religija opijum za narod ". Marx je vjerovao da je borba između grupa ljudi s različitim ekonomskim interesima "motor povijesti"  te je zbog toga ekonomija odredila kulturnu superstrukturu vrijednosti i ideologija . Iz tog razloga, Marxa je smatran materijalistom jer vjeruje da ekonomsko (materijalno) proizvodi kulturno (idealno), što "stoji na glavi Hegelu ", koji je tvrdio da je ideal proizveo materijalno.

#### Émile Durkheim
Durkheim je vjerovao da kultura ima mnogo odnosa s društvom koji su: 
- Logični – Moć nad pojedincima pripada određenim kulturološkim kategorijama i vjerovanjima poput Boga.
- Funkcionalni – Određeni obredi i mitovi stvaraju i grade društveni poredak tako što više ljudi stvara čvrsta uvjerenja. Što je veći broj ljudi koji snažno vjeruju u ove mitove, to će društveni poredak ojačati.
- Povijesni – Kultura ima svoje podrijetlo u društvu, a iz tih iskustava proizašla je evolucija u stvari kao što su sustavi klasifikacije.

#### Max Weber
Weber je uveo ideju statusne skupine kao određenog tipa supkulture. Statusne skupine temeljene su na stvarima poput: rase, etničke pripadnosti, vjere, regije, zanimanja, roda, seksualne sklonosti itd. Ove grupe žive određenim životnim stilom koji se temelji na različitim vrijednostima i normama. Oni su kultura unutar kulture, otkud i oznaka supkultura. Weber je također iznio ideju da su ljudi motivirani svojim materijalnim i idealnim interesima, koji uključuju stvari kao što je sprječavanje odlaska u pakao. Weber također objašnjava da ljudi koriste simbole da izraze svoju duhovnost, da se simboli koriste da izraze duhovnu stranu stvarnih događaja, te da idealni interesi proizlaze iz simbola.

#### Georg Simmel
Georgu Simmelu kultura se odnosila na "kultivaciju pojedinaca posredstvom vanjskih formi koje su utjelovljene tijekom povijesti". Simmel je predstavio svoje analize u kontekstu "forme" i "sadržaja". Sociološki koncept i analiza se mogu pogledati. 

## Elementi kulture
Kako ne postoje dvije u potpunosti jednake kulture, sve imaju zajedničke karakteristike.
Kultura sadrži:
1. Društvenu organizaciju: Strukturirana organiziranjem svojih članova u manje skupine kako bi  se zadovoljilo specifične zahtjeve kulture. Društvene klase poredane po važnosti (statusu) na temelju temeljnih vrijednosti kulture. Na primjer: novac, posao, obrazovanje, obitelj itd.
2. Običaje i tradicije: Pravila ponašanja nametnuta idejama kulture o ispravnom i lošem kao što su običaji, tradicija, pravila ili pisani zakoni.
3. Simbole: Sve što nosi određeno značenje koje prepoznaju ljudi koji dijele istu kulturu.[10]
4. Norme : Pravila i očekivanja prema kojima društvo upućuje ponašanje svojih članova. Dvije vrste normi su pravila i narodni običaji. Pravila su norme koje poštuje velik broj ljudi i imaju veliki moralni značaj. Narodni običaji su norme za rutinsku, neformalnu interakciju.[10]
5. Religije: Odgovoraju za njihova temeljna značenja života i vrijednosti.
6. Jezik: Sustav simbola kojim je ljudima omogućena međusobna komunikacija.[10]
7. Umjetnost i književnost: Produkti ljudske mašte koji su pretvoreni u umjetnost, glazbu, književnost, priče i ples.
8. Oblike vlasti: Način na koji kultura raspodjeljuje moć. Tko održava red unutar društva, tko ih štiti od opasnosti i tko brine za njihove potrebe. Može spadati u pojmove kao što su demokracija, republika ili diktatura .
9. Ekonomske sustavi: Što proizvoditi, kako proizvoditi i za koga. Kako ljudi koriste svoje ograničene resurse da bi zadovoljili svoje želje i potrebe. Može spadati u pojmove kao što su tradicionalna ekonomija, tržišna ekonomija, komandna ekonomija, mješovita ekonomija .
10. Artefakte: Različiti materijalni predmeti, kao što su arhitektura, tehnologije i umjetničke kreacije.
11. Društvene ustanove: Obrasci organizacije i odnosa koji se odnose na upravljanje, proizvodnju, druženje, obrazovanje, stvaranje znanja, umjetnost i odnose s drugim kulturama.

## Antropologija
U antropološkom smislu, kultura je društvo koje je utemeljeno na vrijednostima i idejama bez utjecanja materijalnog svijeta.
Kultura je kao oklop jastoga. Ljudska priroda je organizam koji živi unutar tog oklopa. Oklop, kultura, karakterizira organizam odnosno ljudsku prirodu. Kultura je ono što ljudsku prirodu izdvaja i pomaže usmjeriti tijek ljudske prirode. 
Antropolozi polažu pravo na modernu upotrebu pojma kulture kako ga je definirao Edward Burnett Tylor srednjih godina 19. stoljeća.

### Bronisław Malinowski
Malinowski je prikupljao podatke s Trobriandskih otoka. Grupe s podrijetlom diljem otoka zahtijevaju dijelove zemlje, a kako bi potkrijepili te tvrdnje, pričaju mitove o pretki koja je osnovala klan i kako klan potječe od te pretke. Zapažanja Malinowskog slijedila su istraživanje onoga što je Durkheim otkrio.

### Alfred Reginald Radcliffe-Brown
Radcliffe-Brown se stavio u kulturu stanovnika Andamanskih otoka . Njegovo istraživanje pokazalo je da se grupno zajedništvo među otočanima temelji na glazbi i srodstvu te ritualima koji uključuju te aktivnosti. Riječima Radcliffe-Browna, "Ritual jača društvo".

### Marcel Mauss
Marcel Mauss napravio je mnoge komparativne studije koje se bave religijom, magijom, zakonom i moralom zapadnih i nezapadnih društava, te je razvio koncept ukupne društvene činjenice i tvrdio da je reciprocitet univerzalna logika kulturne interakcije.

### Claude Lévi-Strauss
Lévi-Strauss, temeljio je, istovremeno, na sociološkom i antropološkom pozitivizmu Durkheima, Maussa, Malinowskog i Radcliffe-Browna, na ekonomskom i sociološkom marksizmu, na Freudovskoj i Gestalt psihologiji te na strukturalnoj lingvistici Saussurea i Jakobsona te je ostvario mnoge studije na područjima mita, srodstva, religije, rituala, simbolizma, magije, ideologije ( fr. sauvage pensée), znanja, umjetnosti i estetike, primjenjujući metodološki strukturalizam tijekom svojim istraživanjima. Proučavao je opće osnove ljudske misli kao način objašnjenja društvenih ponašanja i struktura.

## Glavna područja istraživanja

### Teorijski konstrukti u Bourdieuovoj sociologiji kulture
Značajni model društva i društvenih odnosa francuskog sociologa Pierrea Bourdieua svoje korijene ima u marksističkim teorijama klase i sukoba . Bourdieu opisuje društvene odnose u kontekstu onoga što on naziva poljem, definiranim kao sustav društvenih odnosa koji je kompetitivan te funkcionira prema svojoj specifičnoj logici odnosno pravilima. Polje je mjesto borbe za moć između dominantnih i podređenih klasa. Unutar polja se dodjeljuje ili povlači legitimitet — ključni aspekt koji definira dominantnu klasu.
Bourdieuova teorija prakse je praktična više nego diskurzivna, utjelovljena je te kognitivna i postojana iako prilagodljiva. Opravdana zabrinutost koja postavlja agendu u Bourdieuovoj teoriji prakse jest kako postupci slijede redovite statističke obrasce bez produkta usklađenosti s pravilima, normama i/ili svjesnom namjerom. Kako bi objasnio ovu zabrinutost, Bourdieu objašnjava habitus i polje . Habitus objašnjava međusobno prožimajuće stvarnosti individualne subjektivnosti i društvene objektivnosti nakon djelovanja društvene konstrukcije. Koristi se za nadilaženje subjektivne i objektivne dihotomije.

### Kulturna promjena
Vjerovanje da je kultura simbolički kodirana i da se zbog toga može prenositi od jedne osobe do druge znači da se kulture, iako unutar određenih granica, mogu mijenjati. Kulture su ujedno i predodređene za promjene i otporne na njih. Otpor može proizaći iz navika, religije te integracije i međuovisnosti kulturnih obilježja.
Kulturalne promjene mogu imati mnoge uzroke, primjerice: okoliš, izume i kontakt s nekim drugim kulturama.
Pojedinačna shvaćanja o tome kako se kulture mijenjaju dolaze iz antropologije. Na primjer, u teoriji difuzije, forma nečega prelazi iz jedne kulture u drugu, ali ne i njegovo značenje. Primjerice, simbol ankh porijeklom je iz egipatske kulture, ali je rasporstranjen u brojnim kulturama. Njegovo izvorno značenje možda se izgubilo, ali sada je korišten od mnogih pripadnika New Age religije kao tajanstveni simbol moći ili životnih sila. Varijanta teorije difuzije, difuzija podražaja, odnosi se na element jedne kulture koji dovodi do izuma u drugoj.
Kontakt među kulturama također može za posljedicu imati akulturaciju . Akulturacija ima različita značenja, ali se u ovom kontekstu odnosi na zamjenu značajki jedne kulture značajkama druge, kao što se dogodilo s mnogim američkim Indijancima . Povezani procesi na individualnoj razini su asimilacija i transkulturacija, koji se odnose na usvajanje pojedincima dugačije kulture.
Wendy Griswold predočila je još jedan sociološki prilaz kulturnoj promjeni. Griswold navodi da se može činiti kao da kultura potiće od pojedinaca - što je, za pojedine elemente kulturne promjene, točno - ali postoji i veća, skupna i dugotrajna kultura koja ne može biti djelo pojedinca jer datira prije i poslije individualnih ljudi i onih koji su pridonijeli kulturi. Autor predstavlja sociološku perspektivu za rješavanje ovog konflikta.
Sociologija predlaže alternativu stajalištima da je uvijek bila nezadovoljavajuća metoda s jedne strane i sociološko individualno stajalište genija s druge . Ova alternativa vidi kulturu i kulturna djela kao skupne, a ne pojedinačne kreacije. Mi najbolje razumijemo specifične kulturne objekte promatrajući ih ne kao jedinstvene za njihove tvorce, nego poput plodova kolektivne proizvodnje, temeljno društvene u svojoj genezi. (str. 53) Ukratko, Griswold tvrdi da se kultura mijenja kroz  društveno postavljene radnje pojedinaca koje su dio cjeline; kultura na makrorazini utječe na pojedinca koji isto može utjecati na tu istu kulturu. Logika je pomalo kružna, ali prikazuje kako se kultura može mijenjati tijekom vremena, ali ipak ostati donekle konstantna.
Naravno važno je i prepoznati da Griswold govori o kulturnoj promjeni, a ne o stvarnom izvoru kulture (kao u, "nije bilo kulture, a onda, odjednom je"). S obzirom da Griswold ne radi jasnu razliku između podrijetla kulturne promjene i podrijetla kulture, može se činiti kao da Griswold ovdje govori o podrijetlu kulture te stavlja to podrijetlo u društvo. Ovo nije niti ispravan niti jasan prikaz sociološke misli u ovom problemu. Kultura, kao i društvo, postoji od početka čovječanstva (ljudi su društveni i kulturni). Društvo i kultura postoje zajedno jer ljudi imaju društvene odnose i značenja povezana s tim odnosima (npr. brat, ljubavnik, prijatelj). Kultura kao super-fenomen nema pravu početnu točku osim u smislu da ju ljudi (homo sapiens) imaju. Ovo, dakle, čini pitanje podrijetla kulture spornim - ona postoji sve dok mi postojimo i vjerojatno će postojati dok mi postojimo. Kulturalna promjena, s druge strane, tema je koja se može propitivati i istraživati, kao što to čini Griswold.

### Teorija kulture
Teorija kulture, koja se razvila 1980-ih i 1990-ih, te vidi ulogu publike kao aktivnu, a ne pasivnu u odnosu sa masovnim medijima. Jedan dio istraživanja fokusira se na publiku i način na koji ona komunicira s medijima; drugi dio istraživanja usmjeren je na one koji proizvode medije, posebice vijesti.

### Računalno posredovana komunikacija kao kultura
Računalno posredovana komunikacija (engl. CMC - Computer-mediated communication) je proces slanja poruka - prvenstveno, ali ne samo tekstualnih — kada sudionici direktno upotrebljavaju računala i komunikacijska mreže. Ograničavanjem definicije na izravnu upotrebu računala u komunikacijskom procesu, riješava se komunikacijskih tehnologija koje se oslanjaju na računala za tehnologiju prebacivanja (kao što je telefonija ili komprimirani video), ali ne zahtijevaju od korisnika izravnu interakciju s računalnog sustava preko tipkovnice ili sličnog računalnog sučelja. Da bi računala njom posredovala u smislu ovog projekta, komunikaciju moraju obavljati sudionici u potpunosti svjesni svoje interakcije s računalnom tehnologijom u procesu stvaranja i slanja poruka. S obzirom na trenutno stanje računalnih komunikacija i mreža, ovo ograničava CMC prvenstveno na tekstualne poruke, istovremeno ostavljajući mogućnost uključivanja zvuka, grafike i video slika dok tehnologija postaje sofisticiranija.

### Ustanove kulture
Kulturalne aktivnosti su institucionalizirane; fokus na institucionalnu sredinu dovodi do proučavanja "aktivnosti u kulturnom sektoru, zamišljenih kao povijesno razvijenih društvenih oblika organiziranja osmišljanja, proizvodnje, distribucije, propagiranja, interpretacije, prihvaćanja, očuvanja i održavanja specifičnih kulturnih dobara". Studije kulturnih institucija stoga su specifičan pristup unutar sociologije kulture.

## Ključne osobe
Ključne osobe današnjice u kulturnoj sociologiji: Julia Adams, Jeffrey Alexander, John Carroll, Diane Crane, Paul DiMaggio, Henning Eichberg, Ron Eyerman, Sarah Gatson, Andreas Glaeser, Wendy Griswold, Eva Illouz, Karin Knorr-Cetina, Michele Lamont, Annette Lareau, Stjepan Meštrović, Philip Smith, Margaret Somers, Yasemin Soysal, Dan Sperber, Lynette Spillman, Ann Swidler, Diane Vaughan i Viviana Zelizer.[nedostaje izvor]